# Israel Sheinfeld
Israel Sheinfeld (in ebraico ישראל שיינפלד‎?; Ramat Gan, 1º luglio 1976) è un ex cestista israeliano.

## Carriera
Con Israele ha disputato due edizioni dei Campionati europei (2001, 2003).